# Astoria-Megler Bridge

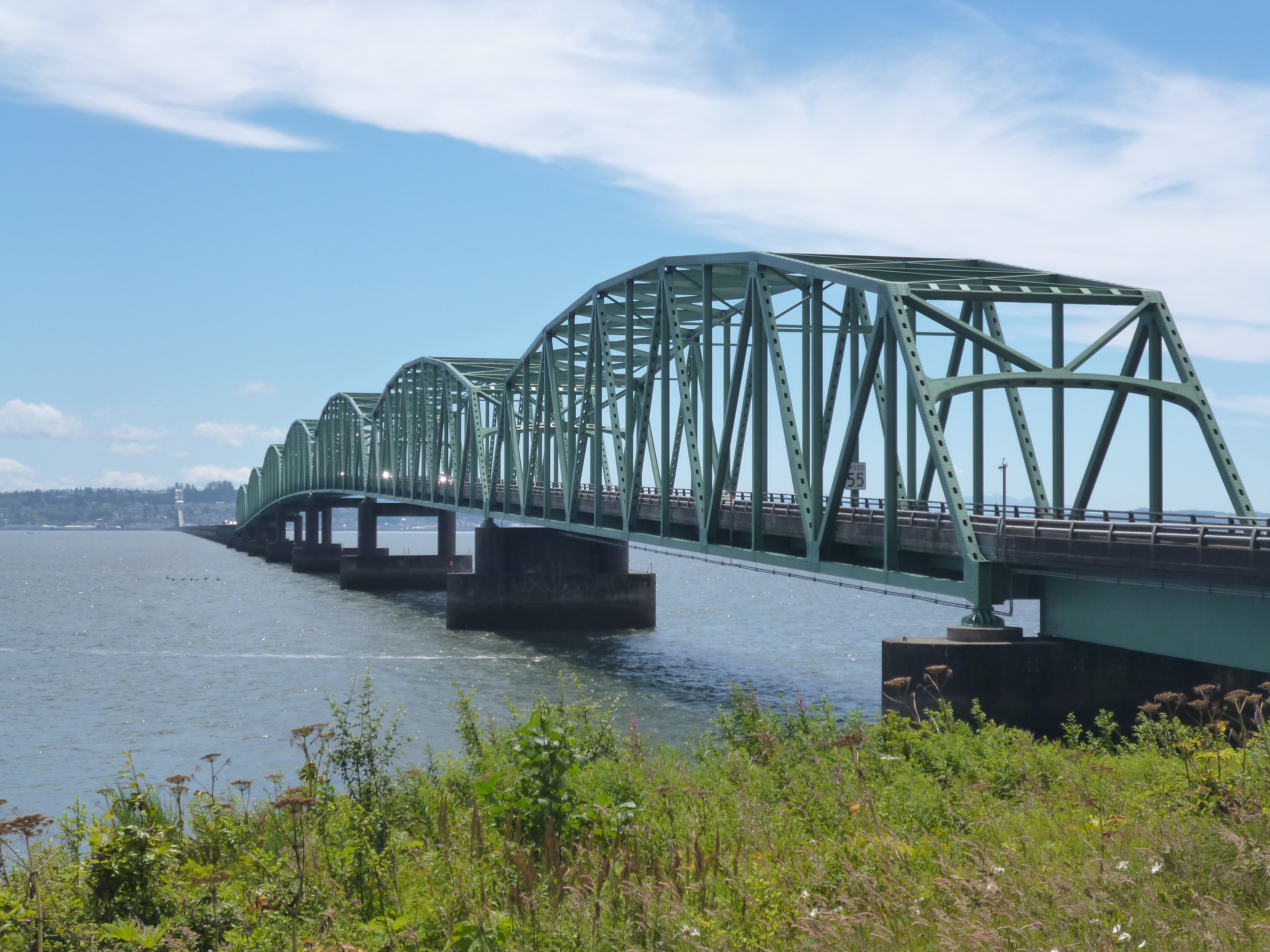
Astoria-Megler brug gezien vanaf Washington

De Astoria–Megler Bridge is een stalen cantileverbrug met vakwerk. De brug ligt over de Columbia rivier en verbindt Astoria in Oregon met Megler in Washington in de Verenigde Staten. Ze maakt onderdeel uit van U.S. Route 101 die langs de Amerikaanse westkust ligt tussen Los Angeles in het zuiden en Olympia in het uiterste noorden van het land. De brug ligt zo’n 10 kilometer ten oosten van de monding van de rivier in de Grote Oceaan. Met een lengte van ruim zes kilometer is het de langste vakwerkbrug in Noord-Amerika.

## Geschiedenis
Vóór de aanleg van de brug werd de verbinding tussen beide staten op deze plaats onderhouden door veerschepen. Deze veerdienst werd vaak onderbroken door het slechte weer, de overtocht duurde met 30 minuten relatief lang en ook het toenemend verkeersaanbod maakte een andere oplossing noodzakelijk. Oregon en Washington werkten nauw samen om een brug te realiseren.
Op 5 november 1962 werd met de bouw begonnen. De betonnen pieren werden gegoten bij Tongue Point zo’n 6 kilometer stroomopwaarts. De stalen brugonderdelen werden gemaakt in Vancouver. Deze onderdelen werden op lichters geladen en maakten de 145 kilometer lange reis over water. Eenmaal ter plaatse aangekomen werden de brugdelen met hydraulische liften op de juiste plaats getild. In juli 1966 werd de brug officieel geopend door gouverneurs Mark Hatfield van Oregon en Daniel J. Evans van Washington.
De totale bouwkosten bedroegen $ 24 miljoen. Om deze investering terug te verdienen moesten gebruikers van de brug tol betalen. Op 24 december 1993, twee jaar eerder dan verwacht, was de investering terugbetaald en werd de tolheffing gestaakt.

## Details
De brug werd ontworpen door William Adair Bugge (10 juli 1900 – 14 november 1992) en de bouw was in handen van DeLong Corporation, de American Bridge Company en Pomeroy Gerwick. American Bridge Company was verantwoordelijk voor de bouw van het stalen vakwerk en pijlers.
De brug heeft een totale lengte van 6,6 kilometer. In beide richtingen is één rijbaan beschikbaar. Om het scheepvaartverkeer niet te hinderen is de brug bij de vaargeul zo’n 60 meter hoog. De doorvaartbreedte is ter plaatse zo’n 326 meter. Zeeschepen kunnen zo ongehinderd de belangrijke havens van Portland en Vancouver bereiken. De vaargeul ligt in het zuiden van de rivier, dicht bij Astoria. Na het passeren van de vaargeul, wordt de rivier ondieper en is een minder hoge brug noodzakelijk. Vlak bij de staat Washington gaat de brug nog iets omhoog om kleinere schepen de mogelijkheid te geven onder de brug te varen. De brug is berekend om windstoten tot 240 km/u te weerstaan. De pijlers kunnen een stroomsnelheid van 14 km/u aan.
Alleen voertuigen en fietsen kunnen gebruikmaken van de brug en er zijn geen voorzieningen voor voetgangers. In 2010 maakten gemiddeld 23.300 voertuigen per dag gebruik van de brug. Eénmaal per jaar, tijdens de Great Columbia Crossing, zijn voetgangers toegestaan. De brug maakt dan onderdeel uit van een 10 kilometer lang wandel- of renparcours.